# Diocesi di Opole
La diocesi di Opole (in latino: Dioecesis Opoliensis) è una sede della Chiesa cattolica in Polonia suffraganea dell'arcidiocesi di Katowice. Nel 2021 contava 783.056 battezzati su 850.693 abitanti. È retta dal vescovo Andrzej Czaja.

## Territorio
La diocesi comprende tutto il voivodato di Opole, ad eccezione dei distretti occidentali di Brzeg e di Namysłów.
Sede vescovile è la città di Opole, dove si trova la cattedrale dell'Esaltazione della Santa Croce.
Il territorio è suddiviso in 36 decanati e in 400 parrocchie.

## Storia
Dopo la seconda guerra mondiale, l'intera Alta Slesia divenne parte della Polonia; su questo territorio, che formalmente faceva ancora parte delle arcidiocesi di Breslavia e di Olomouc, fu eretta il 15 marzo 1945 un'amministrazione apostolica.
La diocesi è stata eretta il 28 giugno 1972 con la bolla Episcoporum Poloniae di papa Paolo VI, ricavandone il territorio dalle arcidiocesi di Breslavia e di Olomouc.
Il 25 marzo 1992, nell'ambito della riorganizzazione delle diocesi polacche voluta da papa Giovanni Paolo II con la bolla Totus tuus Poloniae populus, ha ceduto porzioni del suo territorio a vantaggio dell'erezione delle diocesi di Gliwice e di Kalisz. Contemporaneamente, la diocesi, che era originariamente suffraganea di Breslavia, è entrata a far parte della provincia ecclesiastica dell'arcidiocesi di Katowice.

## Cronotassi dei vescovi
Si omettono i periodi di sede vacante non superiori ai 2 anni o non storicamente accertati.
- Franciszek Jop † (28 giugno 1972 - 24 settembre 1976 deceduto)
- Alfons Nossol (25 giugno 1977 - 14 agosto 2009 ritirato)
- Andrzej Czaja, dal 14 agosto 2009

## Statistiche
La diocesi nel 2021 su una popolazione di 850.693 persone contava 783.056 battezzati, corrispondenti al 92,0% del totale.
| anno | popolazione | popolazione | popolazione | presbiteri | presbiteri | presbiteri | presbiteri                | diaconi | religiosi | religiosi | parrocchie |
| anno | battezzati  | totale      | %           | numero     | secolari   | regolari   | battezzati per presbitero | diaconi | uomini    | donne     | parrocchie |
| ---- | ----------- | ----------- | ----------- | ---------- | ---------- | ---------- | ------------------------- | ------- | --------- | --------- | ---------- |
| 1980 | 1.600.000   | 1.660.000   | 96,4        | 956        | 711        | 245        | 1.673                     |         | 277       | 1.427     | 445        |
| 1990 | 1.820.000   | 1.920.000   | 94,8        | 1.012      | 777        | 235        | 1.798                     |         | 374       | 1.310     | 490        |
| 1999 | 870.350     | 910.000     | 95,6        | 746        | 619        | 127        | 1.166                     |         | 171       | 913       | 392        |
| 2000 | 870.400     | 910.000     | 95,6        | 734        | 618        | 116        | 1.185                     |         | 157       | 898       | 395        |
| 2001 | 870.400     | 910.000     | 95,6        | 766        | 637        | 129        | 1.136                     |         | 171       | 896       | 396        |
| 2002 | 870.400     | 910.000     | 95,6        | 773        | 649        | 124        | 1.126                     |         | 168       | 882       | 396        |
| 2003 | 870.300     | 909.500     | 95,7        | 780        | 658        | 122        | 1.115                     |         | 172       | 874       | 396        |
| 2004 | 860.000     | 900.000     | 95,6        | 788        | 666        | 122        | 1.091                     |         | 173       | 870       | 396        |
| 2013 | 847.000     | 887.000     | 95,5        | 820        | 673        | 147        | 1.032                     |         | 190       | 681       | 398        |
| 2016 | 794.000     | 820.000     | 96,8        | 800        | 653        | 147        | 992                       | 5       | 190       | 638       | 399        |
| 2019 | 795.571     | 821.100     | 96,9        | 805        | 652        | 153        | 988                       | 7       | 180       | 644       | 399        |
| 2021 | 783.056     | 850.693     | 92,0        | 792        | 653        | 139        | 988                       | 8       | 175       | 580       | 400        |